# 瓦尔帕莱索大区
瓦尔帕莱索大区（西班牙語：V Región de Valparaíso）是智利的一个大区，总面积16,396.1平方公里，总人口1,539,852。瓦尔帕莱索大区首府为瓦尔帕莱索。分为8个省。该地经济以农业为主。